# Brunnenweggraben
Der Brunnenweggraben ist ein linker Zufluss des Aubachs im Landkreis Miltenberg im bayerischen Spessart.

## Geographie

### Verlauf
Der Brunnenweggraben entspringt dem Kühbrunnen östlich von Mönchberg im Brunnwegstal zwischen dem Geiersberg (511 m) und Querberg (471 m). Er verläuft in westliche Richtung nach Mönchberg, wo er am Spessartbad in eine Verrohrung fließt. Diese führt durch den historischen Ortskern. Er verlässt die Verrohrung am westlichen Rand von Mönchberg und knickt nach Nordwesten ab. An der Wolzmühle mündet der Brunnenweggraben in den Aubach.

### Flusssystem Elsava
- Fließgewässer im Flusssystem Elsava